# Metallata contiguata
Metallata contiguata är en fjärilsart som beskrevs av Hayes 1975. Metallata contiguata ingår i släktet Metallata och familjen nattflyn. Inga underarter finns listade i Catalogue of Life.